# Uriel Gómez
Uriel Gómez Tagle Ballesteros es un deportista mexicano que compite en taekwondo. Ganó una medalla de bronce en los Juegos Panamericanos de 2023, en la prueba de equipo.

## Palmarés internacional
| Juegos Panamericanos | Juegos Panamericanos | Juegos Panamericanos | Juegos Panamericanos |
| Año                  | Lugar                | Medalla              | Categoría            |
| -------------------- | -------------------- | -------------------- | -------------------- |
| 2023                 | Santiago (Chile)     | Medalla de bronce    | Equipo               |